# Lézignan-la-Cèbe
Lézignan-la-Cèbe (okzitanisch: Lesinhan la Ceba) ist ein Ort und eine südfranzösische Gemeinde mit 1.569 Einwohnern (Stand: 1. Januar 2022) im Département Hérault in der Region Okzitanien. Die Gemeinde gehört zum Arrondissement Béziers und zum Kanton Mèze. Die Einwohner werden Lézignanais genannt.

## Lage
Lézignan-la-Cèbe liegt etwa 24 Kilometer nordöstlich von Béziers bzw. etwa 37 Kilometer westsüdwestlich von Montpellier am Hérault. Umgeben wird Lézignan-la-Cèbe von den Nachbargemeinden Nizas im Nordwesten und Norden, Cazouls-d’Hérault im Nordosten und Osten, Nizas im Südosten und Süden sowie Pézenas im Süden und Westen.
Durch die Gemeinde führt die Autoroute A75.

## Bevölkerungsentwicklung
| Jahr                       | 1962 | 1968 | 1975 | 1982 | 1990 | 1999 | 2006 | 2017 |
| Einwohner                  | 767  | 736  | 712  | 838  | 977  | 1013 | 1184 | 1546 |
| Quellen: Cassini und INSEE |      |      |      |      |      |      |      |      |

## Sehenswürdigkeiten

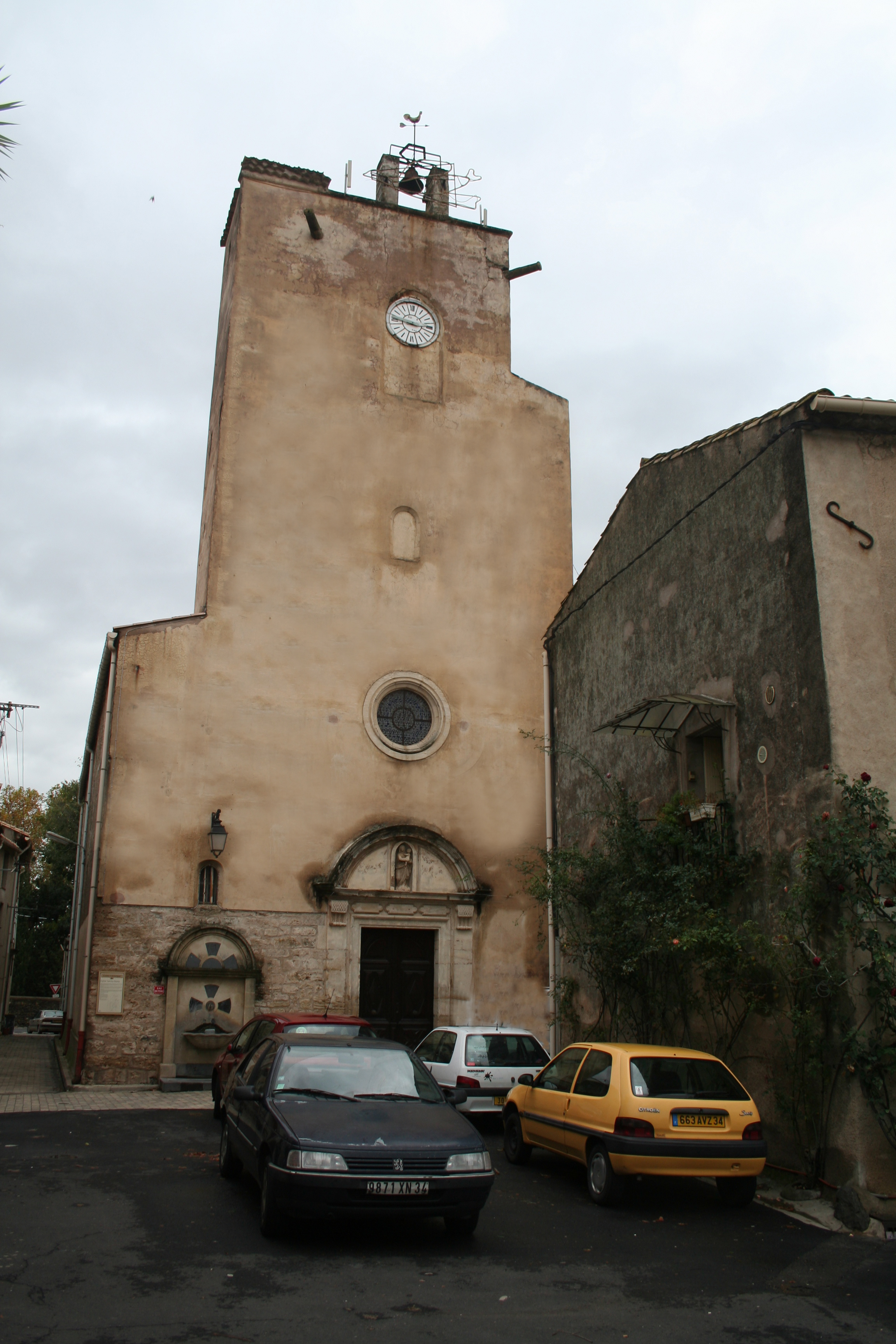
Kirche Notre-Dame
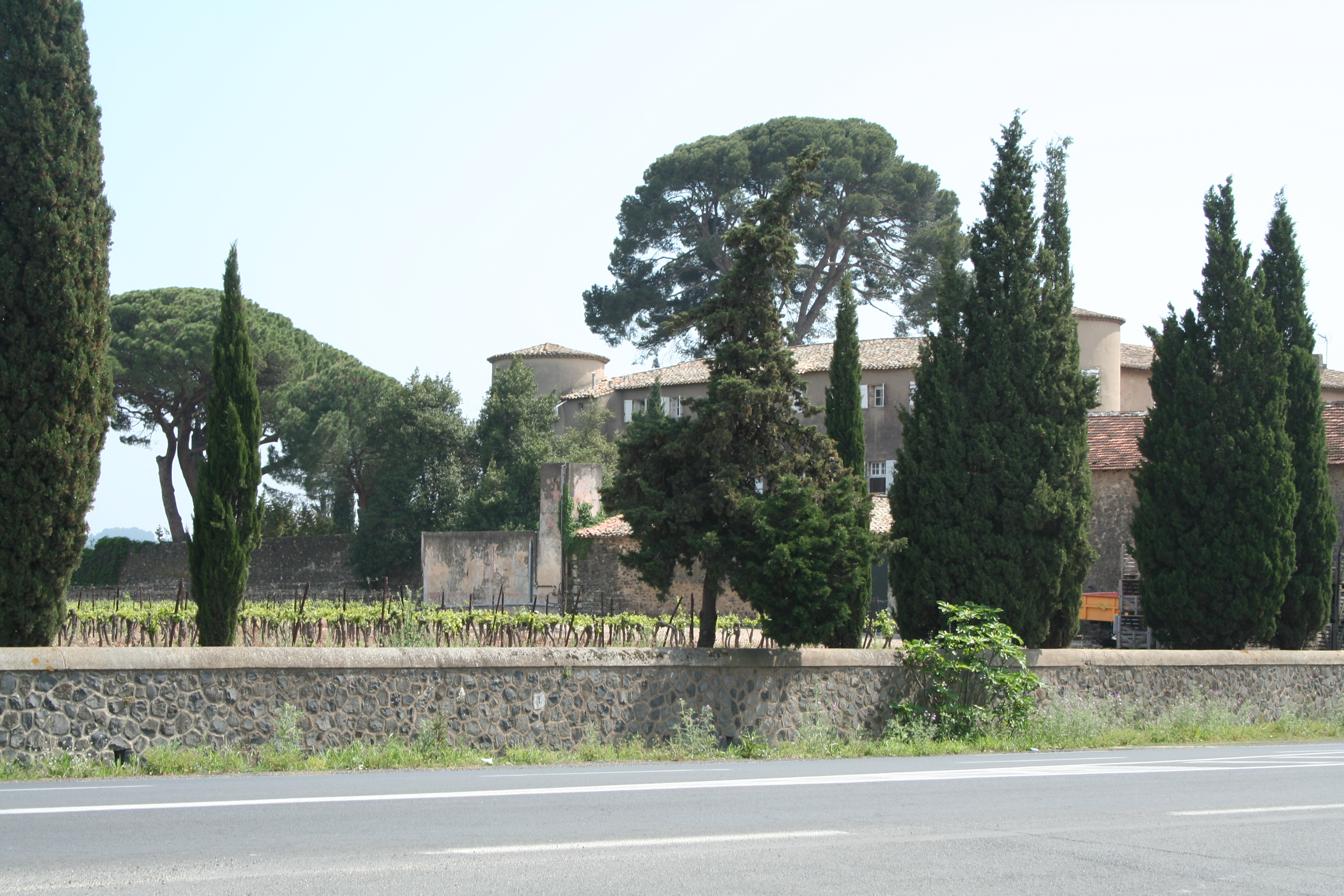
Schloss Les Ribes, 1617 erbaut

- Kirche Notre-Dame
- Schloss Les Ribes

## Trivia
Lézignan-la-Cèbe ist bekannt für die hier gefundenen Steinwerkzeuge von Hominiden, die sich auf ein Alter von ca. 1,5 Millionen Jahren datieren lassen.  